# أليلويا هابتيسم
أليلويا هابتيسم (アレルヤ・ハプティズム) هو شخصية رئيسية في مسلسل الأنمي البدلة المتنقلة جاندام 00.
- الأداء الصوتي في الأنمي: هيرويوكي يوشينو (الياباني), ريتشارد إيان كوكس (الأنجليزي)